# Strangalia panamensis
Strangalia panamensis là một loài bọ cánh cứng trong họ Cerambycidae.